# Políptico de los Siete Dolores

El Políptico de los Siete Dolores es una obra de Alberto Durero pintada al óleo sobre tabla y datada en torno al año 1500. El panel central llamado "Madre Dolorosa" de 108 x 43 cm se conserva en la Pinacoteca Antigua de Múnich y los siete paneles que forman el perímetro, de aproximadamente 63 x 46 cm cada uno y llamados los "Siete Dolores de María", se conservan en el Gemäldegalerie Alte Meister de Dresde.    

## Historia y descripción

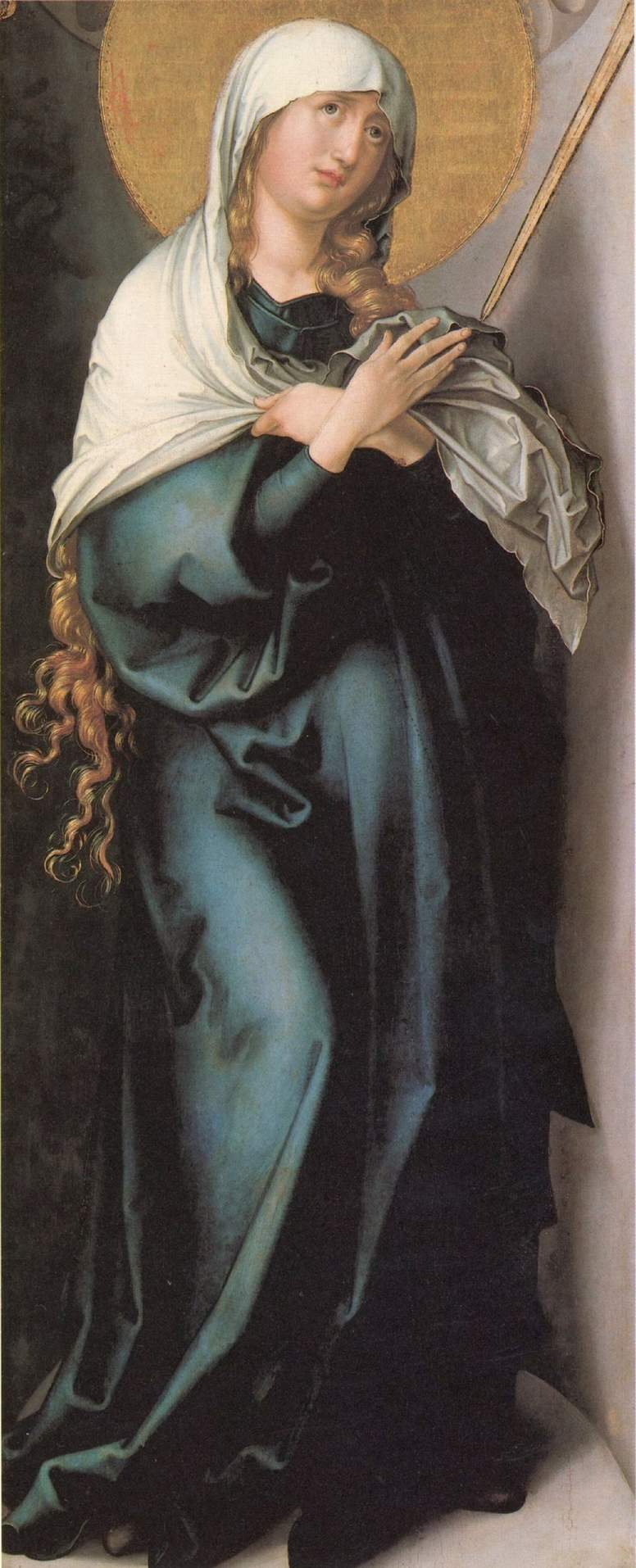
Madre Dolorosa

La obra fue encargada por Federico III de Sajonia poco tiempo después de su encuentro con Durero en Núremberg en abril de 1496. Aunque probablemente, basándose en consideraciones estilísticas, el artista no comenzó a trabajar en el encargo hasta alrededor de 1500.

### Madre Dolorosa
Se tiende actualmente a atribuir a Durero solamente la tabla central, mientras que las siete tablas de los Dolores habrían sido llevadas a cabo por sus ayudantes siguiendo las directrices del maestro.
La obra de la Madre Dolorosa llegó al museo del convento Benediktbeuren en Múnich a principios del siglo XIX faltándole 18cm en su parte superior .
Fue cuidadosamente restaurada en los años 30 del siglo XX y entonces se vio claro el motivo de la tabla. En un principio se pensaba que se trataba de una "Anunciación" proveniente de algún díptico y que el ángel de la Anunciación estaba en el trozo perdido. Pero una vez limpiado y eliminado un escrito apócrifo, se descubrió una hornacina con forma de concha (un motivo frecuente del arte italiano), la aureola y la espada que despunta a la derecha, simbología característica de la Madre Dolorosa.     

### Los Siete Dolores de María
El resto de tablas se encontraban en Wittenberg, sede del castillo de Federico III de Sajonia, terminando en 1640 en la Kunstkammer del príncipe de Sajonia. Fueron restauradas a mitad del siglo XX, mejorando su condición general, pero sin resolverse las dudas sobre su atribución.
| N.º | Tabla | Motivo                    | N.º | Tabla | Motivo                    |
| --- | ----- | ------------------------- | --- | ----- | ------------------------- |
| 1   |       | Circuncisión de Jesús     | 5   |       | Cristo clavado en la cruz |
| 2   |       | Fuga de Egipto            | 6   |       | Crucifixión               |
| 3   |       | Cristo entre los doctores | 7   |       | Descendimiento            |
| 4   |       | Via Crucis                |     |       |                           |